# Francisco Trincão
Francisco António Machado Mota de Castro Trincão (* 29. prosince 1999 Viana do Castelo), známý jako Francisco Trincão nebo Trincão, je portugalský profesionální fotbalista, který hraje na pozici křídelníka v portugalském klubu Sporting CP, a v portugalském národním týmu.

## Klubová kariéra
Svou profesionální kariéru zahájil v dresu SC Braga v roce 2018 a ve své druhé sezóně v klubu vyhrál Taça da Liga 2019/20. V červenci 2020 přestoupil do FC Barcelona za poplatek ve výši 31 milionů euro. Po jedné sezóně v dresu Blaugranas odešel na roční hostování s opcí do Wolves.

## Reprezentační kariéra
Trincão je bývalý portugalský mládežnický reprezentant. Byl součástí týmu do 19 let, který vyhrál Mistrovství Evropy v roce 2018, kde byl korunován nejlepším střelcem. V seniorské reprezentaci debutoval v roce 2020.

## Statistiky

### Klubové
K 22. květnu 2021
| Klub                  | Sezóna  | Liga           | Liga   | Liga | Národní pohár | Národní pohár | Ligový pohár | Ligový pohár | Evropské poháry | Evropské poháry | Ostatní | Ostatní | Celkem | Celkem |
| Klub                  | Sezóna  | Liga           | Zápasy | Góly | Zápasy        | Góly          | Zápasy       | Góly         | Zápasy          | Góly            | Zápasy  | Góly    | Zápasy | Góly   |
| --------------------- | ------- | -------------- | ------ | ---- | ------------- | ------------- | ------------ | ------------ | --------------- | --------------- | ------- | ------- | ------ | ------ |
| Braga                 | 2018/19 | Primeira Liga  | 6      | 0    | 2             | 0             | –            | –            | –               | –               | –       | –       | 8      | 0      |
| Braga                 | 2019/20 | Primeira Liga  | 27     | 8    | 6             | 0             | –            | –            | 7               | 1               | –       | –       | 40     | 9      |
| Braga                 | Celkem  | Celkem         | 33     | 8    | 8             | 0             | –            | –            | 7               | 1               | –       | –       | 48     | 9      |
| FC Barcelona          | 2020/21 | La Liga        | 28     | 3    | 5             | 0             | –            | –            | 7               | 0               | 2       | 0       | 42     | 3      |
| Wolverhampton (host.) | 2021/22 | Premier League | 16     | 0    | 1             | 0             | 1            | 1            | –               | –               | –       | –       | 18     | 1      |
| Celkem                | Celkem  | Celkem         | 77     | 11   | 14            | 0             | 1            | 1            | 14              | 1               | 2       | 0       | 108    | 13     |

### Reprezentační
K 4. září 2021
| Portugalsko | Portugalsko | Portugalsko |
| Rok         | Zápasy      | Góly        |
| ----------- | ----------- | ----------- |
| 2020        | 6           | 0           |
| 2021        | 1           | 0           |
| Celkem      | 7           | 0           |

## Ocenění

### Klubové

#### Braga
- Taça da Liga: 2019/20[5]

#### FC Barcelona
- Copa del Rey: 2020/21[6]

### Reprezentační

#### Portugalsko U19
- Mistrovství Evropy do 19 let: 2018[7]

### Individuální
- Nejlepší střelec Mistrovství Evropy do 19 let: 2018[8]